# Morang (district)

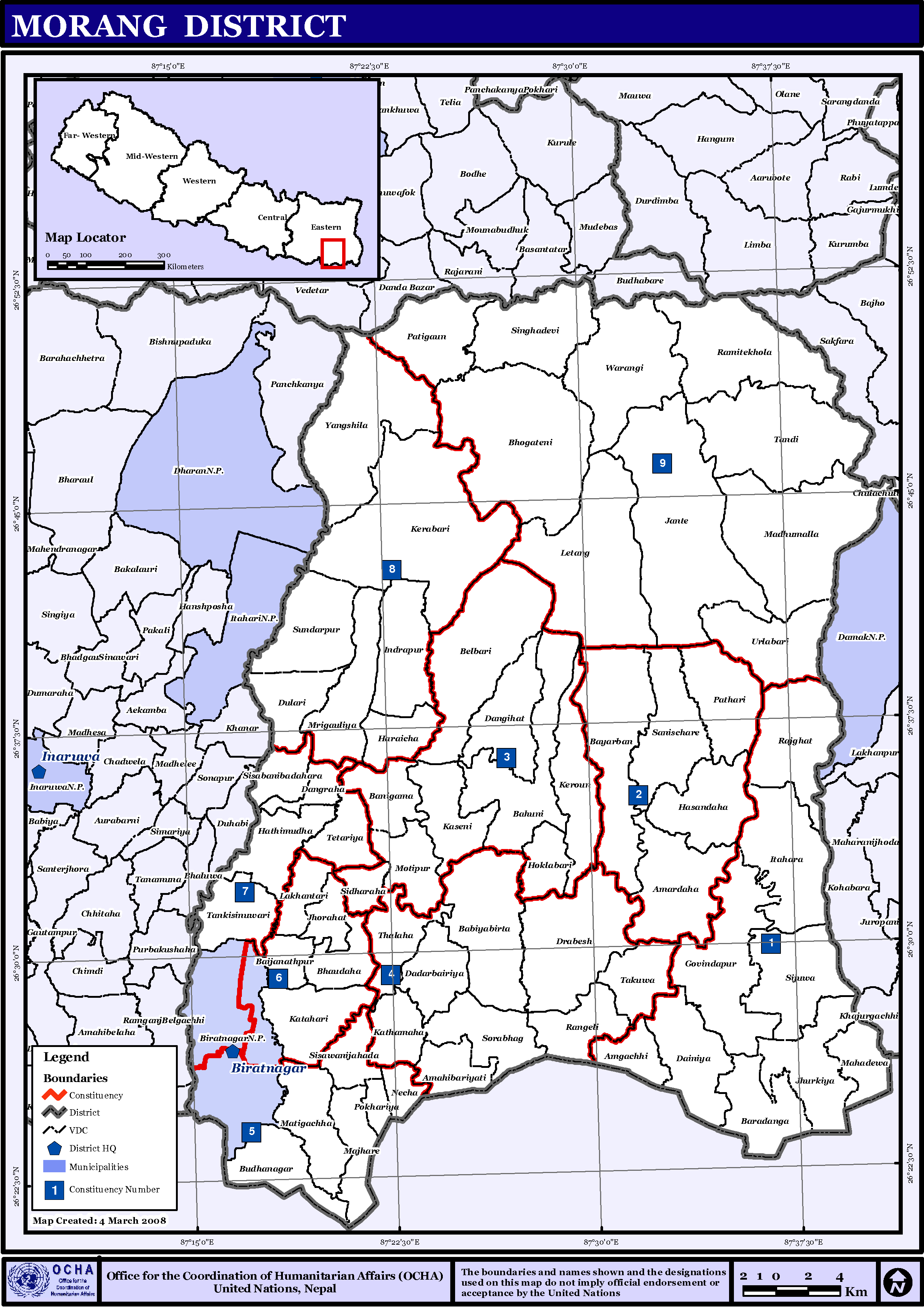
Kaart van Morang

Morang (Nepalees: मोरङ) is een van de 75 districten van Nepal. Het district is gelegen in de bestuurlijke zone Kosi en de hoofdstad is Biratnagar.

## Stedenendorpscommissies[2][3]
- Stad: Nepalees: nagarpalika of N.P.; Engels: municipality;
- Dorpscommissie: Nepalees: panchayat; Engels: village development committee of VDC.

- Steden (1): Biratnagar.
- Dorpscommissies (65): Amahibariyati (of: Amahi Bariyati), Amardaha, Amgachhi, Babiya Birta (of: Babiyabirta), Bahuni, Banigama, Baradanga, Bayarban, Belbari, Bhatigachha (of: Matigachha), Bhaudaha, Bhogateni, Budhanagar (of: Buddha Nagar), Dadarbairiya (of: Dadar Bairiya), Dainiya, Dangihat, Dangraha, Drabesh (of: Darbesha), Dulari, Govindapur, Haraicha, Hasandaha, Hathimudha, Hoklabari, Indrapur, Itahara, Jante, Jhapa Baijanathpur (of: Baijanathpur), Jhorahat, Jhurkiya, Kaseni, Katahari, Kathamaha (of: Kadmaha), Kerabari, Keroun (of: Keraun), Lakhantari, Letang, Madhumalla, Mahadewa, Majhare, Motipur, Mrigauliya, Necha (of: Nocha), Pathari, Patigaun, Pokhariya, Rajghat, Ramite Khola (of: Ramitekhola), Rangeli, Sanischare, Sidharaha (of: Sidraha), Sijuwa, Sinhadevi Sombare (of: Simhadevi), Sisabanibadhara (of: Sisabanibadahara, of: Siswani Badahara), Sisawanijhada (of: Siswani Jahada), Sorabhag, Sundarpur, Takuwa, Tandi, Tankisinuwari (of: Tanki Sinuwari), Tetariya, Thalaha, Urlabari, Warangi, Yangshila.

Achham · 
Arghakhanchi · 
Baglung · 
Baitadi · 
Bajhang · 
Bajura · 
Banke · 
Bara · 
Bardiya · 
Bhaktapur · 
Bhojpur · 
Chitwan · 
Dadeldhura · 
Dailekh · 
Dang · 
Darchula · 
Dhading · 
Dhankuta · 
Dhanusa · 
Dolkha · 
Dolpa · 
Doti · 
Gorkha · 
Gulmi · 
Humla · 
Ilam · 
Jajarkot · 
Jhapa · 
Jumla · 
Kailali · 
Kalikot · 
Kanchanpur · 
Kapilvastu · 
Kaski · 
Kathmandu · 
Kavrepalanchok · 
Khotang · 
Lalitpur · 
Lamjung · 
Mahottari · 
Makwanpur · 
Manang · 
Morang · 
Mugu · 
Mustang · 
Myagdi · 
Nawalparasi · 
Nuwakot · 
Okhaldhunga · 
Palpa · 
Panchthar · 
Parbat · 
Parsa · 
Pyuthan · 
Ramechhap · 
Rasuwa · 
Rautahat · 
Rolpa · 
Rukum · 
Rupandehi · 
Salyan · 
Sankhuwasabha · 
Saptari · 
Sarlahi · 
Sindhuli · 
Sindhulpalchok · 
Siraha · 
Solukhumbu · 
Sunsari · 
Surkhet · 
Syangja · 
Tanahu · 
Taplejung · 
Terhathum · 
Udayapur